# Nkolika Anosike
Nkolika „Nicky” Nonyelum Anosike (ur. 27 lutego 1986 w Nowym Jorku) – amerykańska koszykarka, reprezentantka kraju, grająca na pozycjach silnej skrzydłowej lub środkowej.
W 2004 wystąpiła w meczu gwiazd amerykańskich szkół średnich –  WBCA High School All-America Game, została też zaliczona do składu WBCA All-American. 
Jej młodszy brat – O.D. Anosike jest także koszykarzem.

## Osiągnięcia
Stan na 29 listopada 2018, na podstawie, o ile nie zaznaczono inaczej.

### NCAA
- Mistrzyni:
  - NCAA (2007, 2008)
  - turnieju konferencji Southeastern (SEC – 2005, 2006, 2008)
  - sezonu regularnego SEC (2007)
- Uczestniczek rozgrywek:
  - NCAA Final Four (2005, 2007, 2008)
  - Elite 8 turnieju NCAA (2005–2008)
- Kobieta roku NCAA (2008)
- Zaliczona do:
  - I składu:
    - NCAA Final Four (2007, 2008)
    - SEC All-Academic (2007, 2006)
    - najlepszych pierwszorocznych zawodników SEC (2005)
    - SEC All-Academic Freshman (2005)

  - II składu CoSIDA All-American (2008)
  - składu:
    - SEC Academic Honor Roll (2005–2008)
    - SEC Community Service Team (2008)

### WNBA
- Zaliczona do:
  - I składu:
    - defensywnego WNBA (2009)
    - debiutantek WNBA (2008)
- Uczestniczka meczu gwiazd WNBA (2009)

### Inne drużynowe
- Mistrzyni Chin (WCBA – 2012)
- Wicemistrzyni:
  - EuroCup (2013)
  - Hiszpanii (2011)
  - Polski (2009, 2010)
- Brąz mistrzostw Turcji (2014)
- 4. miejsce w Eurolidze (2011)
- Finalistka pucharu Hiszpanii (2011)

### Inne indywidualne
- Liderki Eurocup w przechwytach (2010)

### Reprezentacja
- Mistrzyni:
  - igrzysk panamerykańskich (2007)
  - mistrzostw świata U–19 (2005)